# (1201) Strenua
(1201) Strenua est un astéroïde de la ceinture principale découvert le 14 septembre 1931 par l'astronome allemand Karl Wilhelm Reinmuth. Le lieu de découverte est Heidelberg (024). Sa désignation provisoire était 1931 RK.

## Description
Sa distance minimale d'intersection de l'orbite terrestre est de 1,585 430 ua.

## Nom
Le nom de l'objet est un jeu de mots. C'est le latin du mot épuisant, mais il est également proche du nom de famille de Gustav Stracke.